# St. Joseph (Duisburg-Dellviertel)

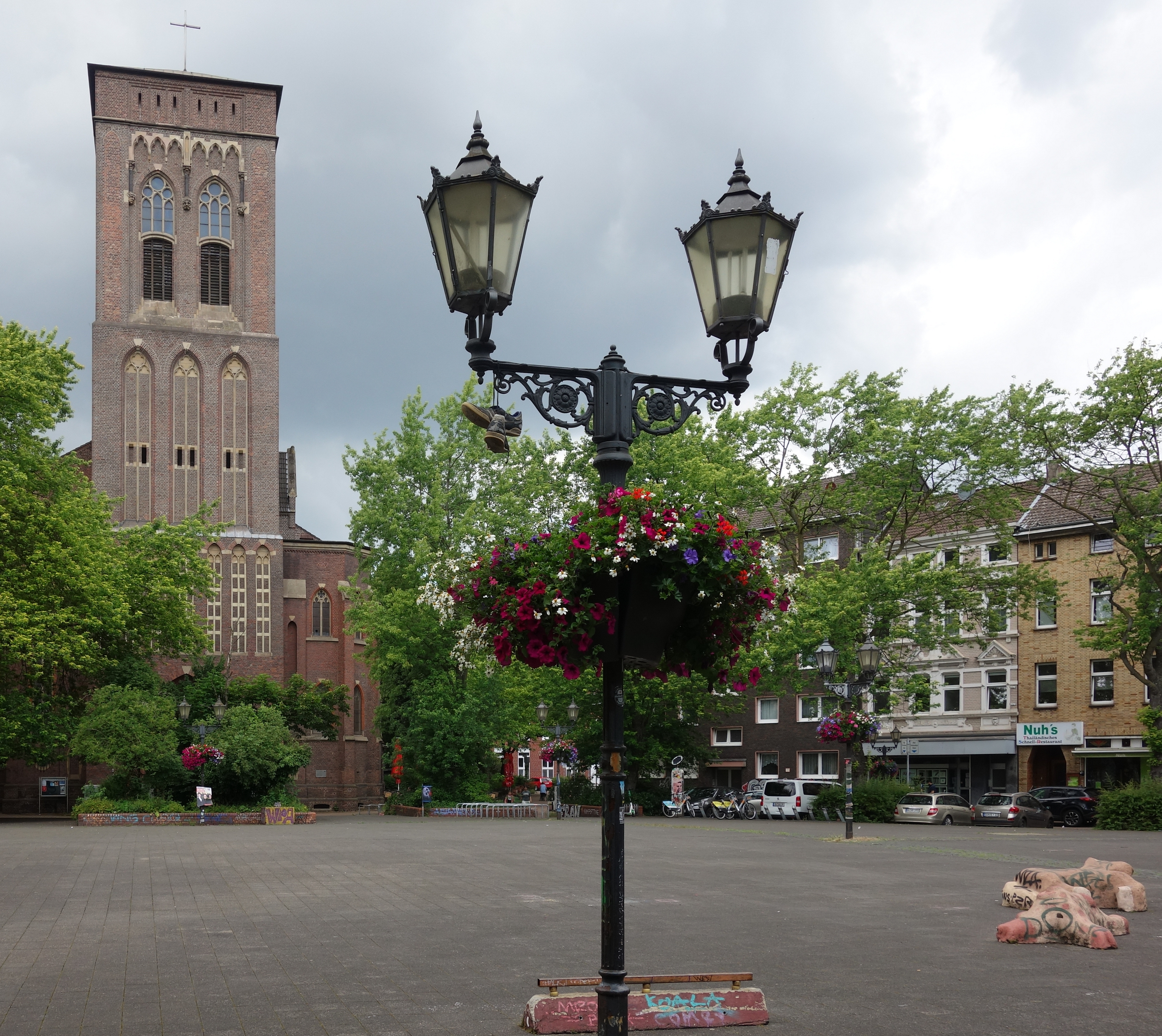
St. Joseph

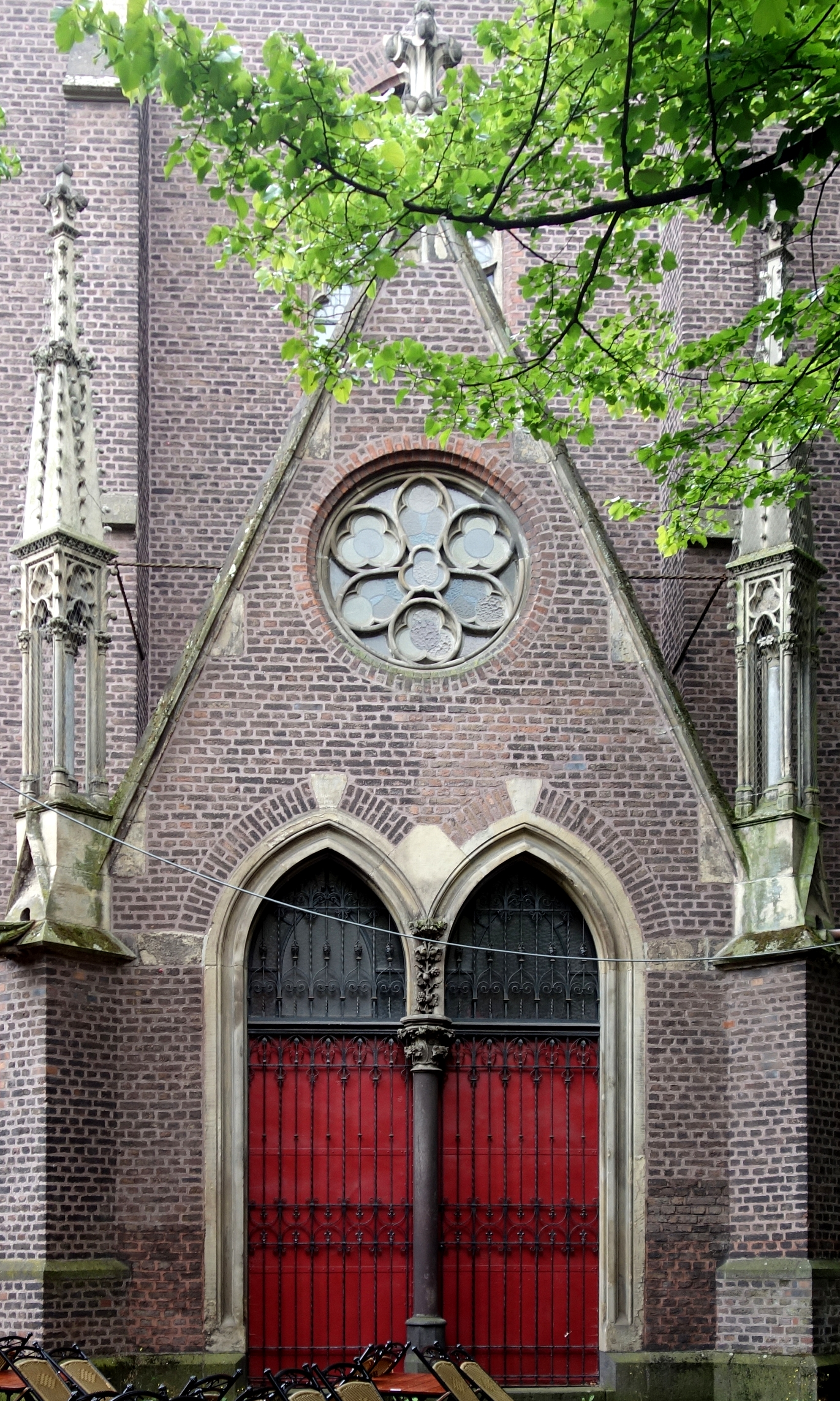
Seitenportal

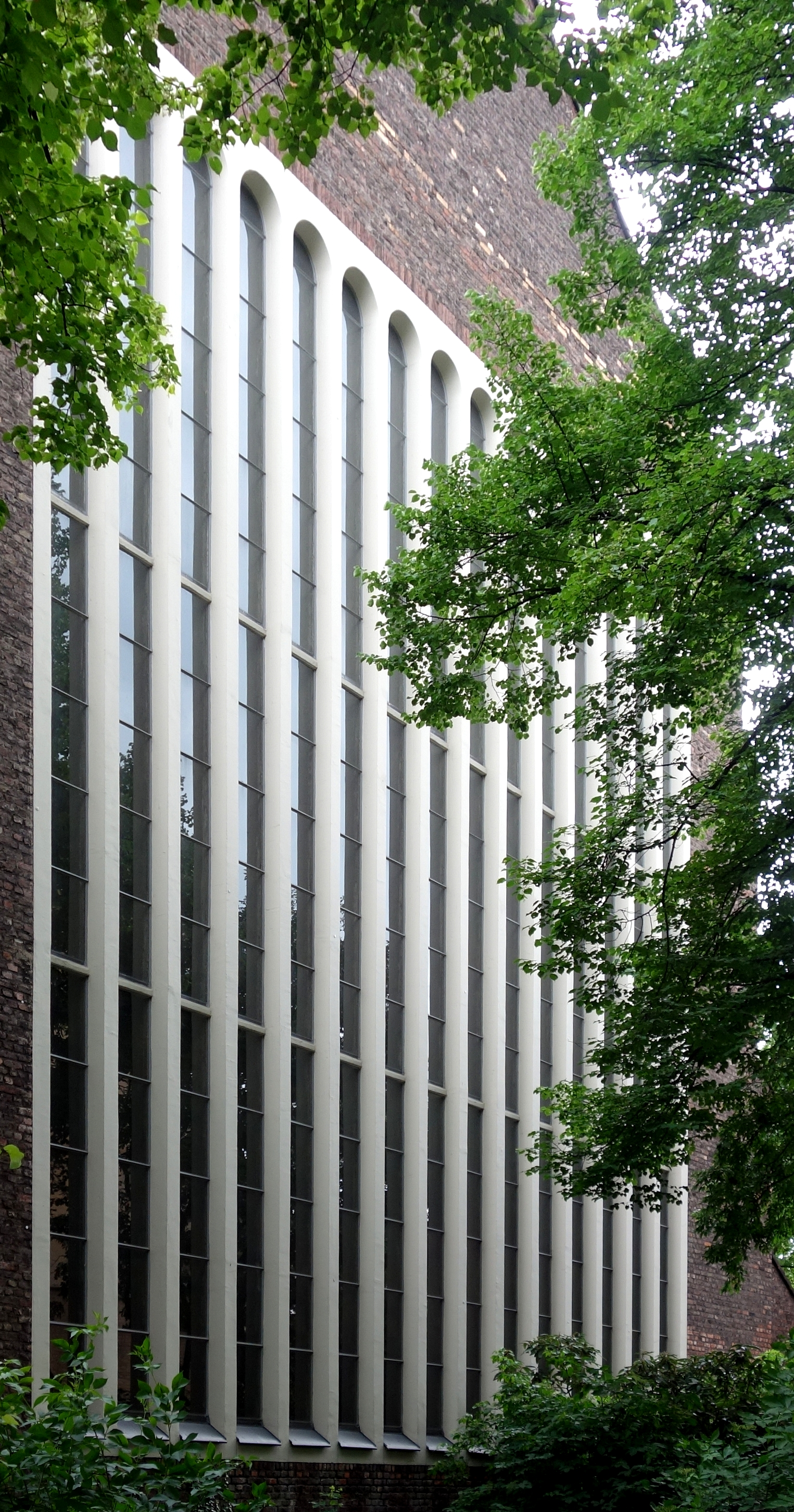
Chorfenster

Die römisch-katholische Pfarrkirche St. Joseph ist ein denkmalgeschützter Sakralbau im Dellviertel, einem rechtsrheinischen Stadtteil von Duisburg im Stadtbezirk Mitte, und gehört zum Bistum Essen.

## Geschichte, Architektur und Ausstattung
Als Folge der industriellen Entwicklung stieg die Zahl der Duisburger Katholiken um die Mitte des 19. Jahrhunderts rapide an. Hieraus ergab sich die Notwendigkeit zum Bau einer neuen Kirche in der Duisburger Stadtmitte zusätzlich zu der schon dort vorhandenen Liebfrauenkirche.
Nach dem Erwerb eines geeigneten Grundstücks im Jahre 1857 wurde die Kirche von 1871 bis 1874 nach Plänen des Kölner Architekten Heinrich Wiethase, der auch Diözesanbaumeister des Erzbistums Köln war, erbaut. Einige Jahre später kam der Kirchturm hinzu. Von der Metzer Glockengießerei Goussel-Francais erhielt die neue Pfarrkirche St. Joseph ihre ersten vier Bronzeglocken mit den Namen Salvator, St. Joseph, St. Anna und St. Bernhard.
Nachdem der Kulturkampf beendet und Bischof Johann Bernhard aus der Verbannung zurückgekehrt war, wurde das Gotteshaus 1884 geweiht. Ein Jahr später wurde von der Kunstwerkstatt Langenberg in Goch der Hochaltar errichtet, ebenso wie der noch heute gut erhaltene neugotische Marienaltar, der 1888 aufgestellt wurde.
Im Ersten Weltkrieg wurden die Bronzeglocken für Kriegszwecke eingeschmolzen, jedoch 1921 durch fünf Stahlglocken ersetzt, die beim Bochumer Verein in Auftrag gegeben worden waren.
Der Zweite Weltkrieg hinterließ erhebliche Zerstörungen an der Kirche. Erste Beschädigungen verursachten zwei Bombenangriffe im April und Mai 1943. Der Luftangriff vom 22. Mai 1944 richtete die schwersten Schäden an. Der Turm und das Kirchenschiff brannten weitgehend aus. Die fünf Glocken durchschlugen das Gewölbe und vernichteten die Orgel. Nach weiteren Angriffen wurden die Kirche und ihre Inneneinrichtung bis auf den Turm und das Seitenschiff völlig zerstört.
Im Juli 1947 erhielt der Kirchenbaumeister Dominikus Böhm den Auftrag zum Wiederaufbau des Gotteshauses, der 1948 begann. Das noch teilweise erhaltene Seitenschiff wurde in die neue Bausubstanz integriert und unter dem Hochchor eine Krypta errichtet, in der 1956 zum ersten Mal ein Gottesdienst stattfand. An den 1949 vollendeten Rohbau der Kirche wurde im darauf folgenden Jahr eine Sakristei angebaut. Auf der 1952 fertig gestellten Chorempore fand 1954 eine neue Orgel Platz. Sie besitzt elektropneumatische Spiel- und Registertrakturen und wurde mit 47 Registern bei der Bonner Orgelbaufirma Klais bestellt. Bis heute besitzt sie allerdings nur 31 klingende Register, da das zweite Manual als De-facto-Hauptwerk, das Schwellwerk und das Pedal ausgebaut wurden und das erste Manual, das eigentliche Hauptwerk, vakant blieb.
1957 gestaltete die Firma Derix aus Kevelaer nach einem Entwurf des Architekten Ludwig Bauer aus Telgte die gesamte Rückwand der Kirche als ein 14 m × 14 m großes und in 240 Felder aufgeteiltes Chorfenster. Der mit weit mehr als sieben Metern überlebensgroße Christus in der Gestalt des Weltenrichters bildete den Mittelpunkt dieses außergewöhnlichen Glaskunstwerks.
Die Entwürfe der übrigen Fenster stammen bis auf die drei Ornamentfenster von Dominikus Böhm in der Kapelle ebenfalls von Ludwig Bauer.
Die wieder aufgebaute Kirche St. Joseph erhielt 1958 am Christkönigsfest die bischöfliche Weihe.
Aufgrund der weltweiten Veränderungen in Bezug auf die Liturgie, die das Zweite Ökumenische Konzil zwischen Oktober 1962 und Dezember 1965 beschloss, wurde der Kirchenraum umgestaltet. Ab 1966 wurden der Chorraum zur Mitte hin vergrößert sowie der Hochaltar verkleinert und vorgezogen. Der vorher fest auf dem Hochaltar verankerte Tabernakel wurde zunächst in die Apsis des Seitenschiffs und 1982 in die linke Wand des Chorraumes versetzt. Die Kanzel wurde entfernt und durch einen provisorischen Holzambo ersetzt. Die Sitzgelegenheiten für die Messdiener und der Priestersitz wurden hinter den Altar verlegt. Außerdem erhielt der Innenraum einen Teppichboden und eine neue Beleuchtung.
1984 schuf der deutsche Bildhauer Heinz Oliberius aus St. Wendel im Saarland zunächst einen neuen Altar und in den darauf folgenden Jahren auch einen Tabernakel. Der Altar wurde durch den damaligen Bischof Kardinal Franz Hengsbach konsekriert. Ambo, Osterleuchter und die neben dem Altar frei stehenden Kerzenleuchter sind in Bronze gegossen und ebenfalls Werke von Heinz Oliberius.
In der Apsis des neugotischen Seitenschiffs wurde der Marienaltar von 1906 wieder aufgestellt. Dieser neugotische in Gold eingefasste Schnitzaltar stammt aus der Kunstwerkstatt Langenberg in Goch.
In einer 16 Monate dauernden Sanierungsphase, die am 24. August 2014 endete, wurde unter anderem das große Chorfenster durch einfache Glasfenster ersetzt, um den Blick nach außen freizugeben.

## Veranstaltungen
Inzwischen hat sich St. Joseph neben der sakralen Bestimmung zur Kunst- und Kulturkirche mit regelmäßigen Konzerten und Ausstellungen entwickelt. Hier finden unter anderem Musik-, Tanz- und Theaterveranstaltungen sowie Kunst-, Lyrik- und Literatur-Events statt, die von einer Gemeinschaft interessierter Duisburger Bürgerinnen und Bürgern unter dem Titel Art Sankt Joseph organisiert werden.

## Veränderungen der Gemeindestruktur
Am 1. Juli 2000 schlossen sich die Innenstadt-Gemeinden St. Joseph, Liebfrauen, Mutter vom guten Rat (Karmelgemeinde), St. Clemens in Kaßlerfeld und Heilig Kreuz in Neuenkamp zu der neuen Pfarrgemeinde Liebfrauen zusammen. Pfarrkirche wurde St. Joseph. Die übrigen vier Kirchen wurden Filialkirchen.
Die Pfarrgemeinden des Dekanats Duisburg-Mitte vereinigten sich am 1. Oktober 2006 zur neuen Großpfarrei Liebfrauen. Die bisherige Pfarrei Liebfrauen wurde zur Gemeinde Liebfrauen mit St. Joseph als Pfarrkirche.

## Denkmalschutz
Die Kirche St. Joseph wurde am 13. März 1985 unter der Nummer 36 in die Liste der Baudenkmäler in Duisburg-Mitte eingetragen.